# Pebane (distrito)
Pebane é um distrito da província da Zambézia, em Moçambique, com sede na vila de Pebane.
 Tem limite, a norte com o distrito de Gilé, a oeste com os distritos de Ile e Maganja da Costa, a sul com o Oceano Índico e a leste com o distrito de Moma da província de Nampula. 

## Demografia

### População
Em 2007, o Censo indicou uma população de 185 333 residentes. Com uma área de 10 182  km², a densidade populacional rondava os 18,20 habitantes por km².
De acordo com o Censo de 1997, o distrito tinha 198 451 habitantes e uma área de 9985 km², daqui resultando uma densidade populacional de 19,9 habitantes por km².
| 1980    | 1997    | 2007    |
| 117 022 | 198 451 | 185 333 |

## Divisão administrativa
O distrito está dividido em três postos administrativos: Mulela Mualama, Naburi  e Pebane. Estes, por sua vez, eram compostos, 2007, por um total de 14 localidades:
- Posto Administrativo de Mulela Mualama: 
  - Alto Maganha
  - Malema
  - Mulela
  - Mucocoro
  - Namanla
- Posto Administrativo de Naburi: 
  - Mihecue
  - Naburi
  - Namahipe
  - Tomeia
  - Txalalane
- Posto Administrativo de Pebane: 
  - Pebane
  - Impaca
  - Magiga
  - Nicadine